# ГЕС Ренасе IV
ГЕС Ренасе IV (ісп. Renace) — гідроелектростанція у центральній частині Гватемали, за сотню кілометрів на північний схід від столиці країни міста Гватемала. Використовує ресурс із річки Canlich, правої притоки Кахабон, котра в свою чергу впадає ліворуч до Полочик незадовго до завершення останньої в озері Ісабаль (дренується через Ріо-Дульсе в Гондураську затоку Карибського моря). Можливо відзначити, що попередні об'єкти з подібними назвами — гідроелектростанції Ренасе, Ренасе II, Ренасе III — становлять каскад на самій річці Кахабон, притокою якої живиться четверта ГЕС.
В межах проекту Canlich перекрили бетонною гравітаційною греблею висотою 11 метрів та довжиною 15 метрів, яка практично не утворює сховища (лише 11 тис. м3) та призначена для відведення ресурсу до прокладеної по лівобережжю дериваційної траси довжиною 4,9 км. В системі також наявний верхній балансувальний резервуар об'ємом 129 тис. м3.
Основне обладнання станції становлять дві турбіни типу Пелтон потужністю по 28 МВт, які працюють при напорі у 499 метрів.
Відпрацьована вода повертається до Canlich.
Видача продукції відбувається по ЛЕП, розрахованій на роботу під напругою 230 кВ.